# 제16대 워릭 백작 리처드 네빌
제16대 워릭 백작 리처드 네빌(Richard Neville, 16th Earl of Warwick, 1428년 11월 22일 ~ 1471년 4월 14일)은 영국의 귀족이자 정치가, 군인이다. 장미 전쟁의 혼란기에 랭커스터 왕가의 헨리 6세를 폐위시키고 요크 왕가의 에드워드 4세의 왕위 계승에 공을 세우면서 후세에 킹메이커(Kingmaker)라는 별칭을 얻었다.
리처드는 솔즈베리 명예백작 리처드 네빌과 솔즈베리 여백작 앨리스 몬태규의 장남이다. 그의 아버지인 리처드 네빌은 웨스트모어랜드 백작 랄프 드 네빌의 삼남이자 랭커스터 왕가의 시조인 랭커스터 공작 곤트의 존의 딸인 조앤 보퍼트의 장남이다. 랄프 드 네빌의 삼남에 불과하여 작위를 갖지 못했던 리처드 네빌은 솔즈베리 여백작이자 상속녀인 앨리스 몬태규와 결혼하여 솔즈베리 백작이 되었다. 두 부부의 장남으로 솔즈베리 백작이 된 리처드 네빌은 이후 워릭 여백작이자 상속녀인 앤 드 보챔프와 결혼하여 워릭 백작의 작위도 갖게 되었다. 이 같이 대를 이은 상속녀와의 결혼으로 네빌 가문은 왕위 계승권과 더불어 막강한 권력 및 재산을 보유하고 있었으며, 워릭 백작의 두 딸인 이사벨 네빌과 앤 네빌 역시 각자 왕자들과 결혼하였다. 그 중 차녀인 앤 네빌은 리처드 3세와 결혼하여 왕비가 되었다.

## 가계
- 조부 : 제1대 웨스트모얼랜드 백작 랄프 네빌
- 조모 : 랭커스터 공녀 조앤 보퍼트 - 제1대 랭커스터 공작 곤트의 존의 딸. 튜더 왕가의 국왕 헨리 7세의 생모 마거릿 보퍼트는 그녀의 종손녀이다.
  - 아버지 : 솔즈베리 명예백작 리처드 네빌
  - 어머니 : 솔즈베리 여백작 앨리스 몬태규
  - 고모 : 세실리 네빌
    - 사촌 : 에드워드 4세 (부계 혈통으로는 8촌,모계는 4촌)
    - 사촌이자 사위 : 제1대 클래런스 공작 조지 플랜태저넷 - 장녀 이사벨 네빌의 부군
    - 사촌이자 사위 : 리처드 3세, 차녀 앤 네빌의 부군